# Quincy Olivari
Quincy Andrew Olivari (Atlanta, 27 maggio 2001) è un cestista statunitense, professionista nella NBA.

## Carriera
Dopo aver completato la carriera collegiale prima con i Rice Owls e poi con gli Xavier Musketeers, non viene scelto al Draft NBA 2024, rimanendo undrafted. Firma poi un two-way contract con i Los Angeles Lakers, venendo poi associato alla squadra affiliata dei South Bay Lakers in G League.

## Statistiche

### College
| Anno      | Squadra           | PG  | PT  | MP   | TC%  | 3P%  | TL%  | RP  | AP  | PRP | SP  | PP   |
| --------- | ----------------- | --- | --- | ---- | ---- | ---- | ---- | --- | --- | --- | --- | ---- |
| 2019-2020 | Rice Owls         | 30  | 0   | 14,2 | 40,1 | 38,0 | 67,4 | 1,7 | 0,6 | 0,6 | 0,0 | 6,0  |
| 2020-2021 | Rice Owls         | 28  | 21  | 28,7 | 40,8 | 40,9 | 82,3 | 5,3 | 1,0 | 0,3 | 0,0 | 16,3 |
| 2021-2022 | Rice Owls         | 20  | 16  | 27,6 | 39,6 | 34,3 | 70,4 | 6,0 | 2,1 | 0,8 | 0,0 | 9,9  |
| 2022-2023 | Rice Owls         | 35  | 35  | 33,6 | 41,3 | 36,4 | 79,3 | 5,9 | 2,2 | 1,0 | 0,1 | 18,7 |
| 2023-2024 | Xavier Musketeers | 34  | 34  | 32,2 | 42,5 | 40,9 | 81,4 | 5,6 | 2,1 | 1,4 | 0,1 | 19,1 |
| Carriera  | Carriera          | 147 | 106 | 27,6 | 41,2 | 38,7 | 79,0 | 4,9 | 1,6 | 0,8 | 0,0 | 14,5 |